# Callogobius centrolepis
Callogobius centrolepis är en fiskart som beskrevs av Weber, 1909. Callogobius centrolepis ingår i släktet Callogobius och familjen smörbultsfiskar. Inga underarter finns listade.